# Igrejas da Moldávia
As Igrejas da Moldávia são oito igrejas ortodoxas romenas no distrito de Suceava no norte da Moldávia na Romênia. Seguem o chamado Estilo moldavo, um estilo arquitetónico local dos séculos XV e XVI.
Os edifícios foram construídos entre 1487 e 1532.
Em 1993 foram inscritas na lista do Patrimônio da Humanidade pela Unesco.
| Nome                                                      | Cidade         | Ano de construção | Situação             |
| --------------------------------------------------------- | -------------- | ----------------- | -------------------- |
| Igreja da decapitação de São João Batista                 | Arbore         | 1503              | 47° 44′ N, 25° 56′ L |
| Igreja da Assunção da Virgem no antigo Mosteiro de Humor  | Gura Humorului | 1530              | 47° 36′ N, 26° 00′ L |
| Igreja da Anunciação no Mosteiro de Moldoviţa             | Moldoviţa      | 1532              | 47° 41′ N, 25° 33′ L |
| Igreja da Santa Cruz de Pătrăuţi                          | Pătrăuţi       | 1487              | 47° 45′ N, 26° 17′ L |
| Igreja de São Nicolas e o Católico do Mosteiro de Probota | Probota        | 1531              | 47° 24′ N, 26° 38′ L |
| Igreja de São Jorge                                       | Suceava        | 1522              | 47° 40′ N, 26° 17′ L |
| Igreja de São Jorge no Mosteiro de Voroneţ                | Gura Humorului | 1487              | 47° 32′ N, 25° 52′ L |

Outras igrejas destacáveis na zona são:
| Nome                                                                | Lugar      | Ano da construção |
| ------------------------------------------------------------------- | ---------- | ----------------- |
| Igreja do Dissentimento do Espírito Santo do Mosteiro de Dragomirna | Dragomirna | 1609              |
| Igreja da Transformação do Mosteiro de Slatina                      | Slatina    | 1554-61           |
| Igreja da Ressurreição do Mosteiro de Suceviţa                      | Suceviţa   | 1583              |